# Octomys mimax
Octomys mimax је глодар из породице дегуа (лат. Octodontidae). 

## Распрострањење
Аргентина је једино познато природно станиште врсте.

## Станиште
Врста Octomys mimax има станиште на копну.

## Угроженост
Ова врста није угрожена, и наведена је као последња брига јер има широко распрострањење.

### Популациони тренд
Популациони тренд је за ову врсту непознат.